# Finn Haunstoft
Finn Haunstoft (* 8. Juli 1928 in Aarhus; † 15. Mai 2008 in Hobro) war ein dänischer Kanute.

## Erfolge
Finn Haunstoft nahm zweimal an Olympischen Spielen im Zweier-Canadier teil. 1952 gab er in Helsinki sein Olympiadebüt auf der 1000-Meter-Strecke. Zusammen mit Peder Rasch gewann er den ersten Vorlauf und qualifizierte sich so für das Finale. Sie erreichten dabei elf Sekunden vor Jan Brzák-Felix und Bohumil Kudrna das Ziel. Im Endlauf waren Haunstoft und Rasch erneut das schnellste Team, als sie nach 4:38,3 Minuten das Rennen als Erste beendeten und Olympiasieger wurden. Erneut schlugen sie die Tschechoslowaken Brzák-Felix und Kudrna, die diesmal vier Sekunden nach den Dänen das Ziel als Zweite erreichten. Dritte wurden die Deutschen Egon Drews und Wilfried Soltau.
Bei den Olympischen Spielen 1956 in Melbourne trat er mit Aksel Duun im Zweier-Canadier auf der 10.000-Meter-Distanz an. Da nur zehn Teams an den Start gingen, wurden keine Vorläufe ausgetragen. Im Finallauf überquerten sie nach 55:54,3 Minuten das Ziel und schlossen den Wettkampf auf dem sechsten Platz ab.